# Транзисторно-транзисторна логіка

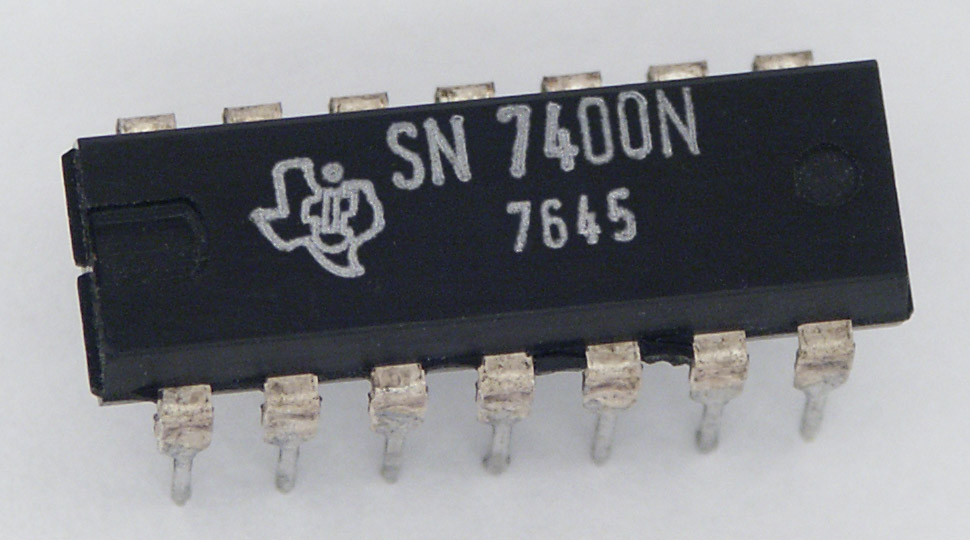
SN7400N

Транзисторно-транзисторна логіка (ТТЛ, англ. transistor-transistor logic — транзистор-транзисторна логіка) — перша широко поширена технологія виготовлення напівпровідникових інтегральних схем. Свою назву технологія отримала через те, що транзистори використовуються як для виконання логічних функцій (наприклад, І, АБО), так і для інвертування та посилення вихідного сигналу (на відміну від резисторно-транзисторної і діодно-транзисторної логіки).
Найпростіший (базовий елемент) ТТЛ виконує логічну операцію І-НЕ і за схемотехнічним рішенням є подібним до ДТЛ елементу, але за рахунок використання багатоемітерного транзистора має кращу швидкодію, менше енергоспоживання і є більш технологічним.

## Історія
ТТЛ набула широкого поширення в комп'ютерах, електронних музичних інструментах, а також в контрольно-вимірювальній апаратурі і автоматиці. Завдяки широкому розповсюдженню ТТЛ вхідні і вихідні кола електронного обладнання часто виконуються сумісними по електричним характеристикам з ТТЛ. Максимальна напруга в схемах з ТТЛ може досягати 24В, однак це призводить до великого рівня паразитного сигналу. Досить малий рівень паразитного сигналу при збереженні достатньої ефективності досягається при напрузі живлення 5В, тому така напруга і увійшла в технічний регламент ТТЛ.
ТТЛ стала популярною серед розробників електронних систем після того, як в 1965 році фірма Texas Instruments представила серію інтегральних мікросхем 74xx, хоча фірма Texas Instruments і не була першою, хто почав випуск ТТЛ мікросхем (дещо раніше його почали фірми Sylvania і Transitron). Тим не менш промисловим стандартом стала саме серія 74xx фірми Texas Instruments, що значною мірою пояснюється великими виробничими потужностями фірми Texas Instruments, широкою номенклатурою мікросхем, а також її зусиллями по просуванню серії 74xx.
Оскільки біполярні інтегральні ІМС серії 74xx фірми Texas Instruments стали найбільш поширеними, їх функціонально і параметрично повторює продукція інших фірм (Advanced Micro Devices, серія 90/9N/9L/9H/9S Fairchild, Harris, Intel, Intersil, Motorola, National, частково К155 виробництва СРСР тощо).

## Принцип дії базового логічного елемента ТТЛ

Схема двовходового ТТЛ-елемента 2І-НЕ

Базовий логічний елемент ТТЛ складається з двох функціональних частин: логічної і силової. Логічна частина (багатоемітерний транзистор V1) визначає виконувану елементом логічну функцію, а силова частина (транзистор V2 та двотактний каскад на V2—V4) відповідає за підсилення та формування вихідних логічних рівнів. Для демонстрації роботи схеми достатньо розглянути два випадки, в яких значення вихідного сигналу відрізняється.
Перший випадок. Напруга на одному із входів представляє низький рівень (наприклад, U1 = 0 В). У цьому випадку перший емітер транзистора V1 з'єднується з негативним виводом джерела живлення (т. зв. «землею») через низький внутрішній опір джерела сигналу. В найпростішому випадку вхід просто замикають на «землю». Від позитивного виводу джерела живлення (+5 В) через резистор R1 протікає базовий струм транзистора V1, який відкривається і своїм переходом колектор-емітер замикає на «землю» базу транзистора V2. Таким чином V2 закритий і через нього струм не тече. Транзистор V4 також закритий — через резистор R4 його база замкнена на «землю». Транзистор V3 відкритий базовим струмом через резистор R2. Через резистор R3, транзистор V3 та діод V5 на вихід схеми потрапляє високий потенціал (в межах 2,4…5 В). Стан транзистора V1 не зміниться, якщо низький рівень напруги буде на іншому вході U2 або на обох входах.
Другий випадок. На обидва входи схеми подано високий потенціал (U1 = U2 = 5 В). На базі та емітері транзистора V1 однаково високі потенціали, тому транзистор закритий. Але при цьому перехід база-колектор транзистора виявляється зміщеним у прямому напрямі, він відкривається (як звичайний діод) і пропускає струм від джерела живлення +5 В через резистор R1 на базу транзистора V2, який також відкривається. Колекторний струм V2 створює базовий струм V4 і відкриває його. Своїм переходом колектор-емітер V4 замикає на «землю» вихід схеми. Тому на виході низький потенціал (Ua = 0…0,4 В). Може здаватися, що транзистор V3 також відкритий, тому треба з'ясувати його стан. Для цього потрібно оцінити потенціали бази і емітера цього транзистора. Потенціал бази V3 складається з падінь напруги на переходах база-емітер V4 і колектор-емітер V2 і становить приблизно 0,9 В (≈0,7 В + ≈0,2 В). Потенціал емітера V3 складається з падінь напруги на переходах колектор-емітер V4 і діоді V5 і дорівнює ≈0,9 В (≈0,2 В + ≈0,7 В). Отже на базі і емітері транзистора V3 приблизно однакові потенціали, він закритий і не впливає на вихід схеми. Власне для цього в схемі служить діод V5, який «підпирає» емітер транзистора V3 і не дає йому відкритися.
Таким чином, базовий логічний елемент ТТЛ виконує логічну функцію І-НЕ, представлену таблицею істинності:
| Входи             | Входи             | Вихід                                  |
| ----------------- | ----------------- | -------------------------------------- |
| {\displaystyle A} | {\displaystyle B} | {\displaystyle {\overline {A\land B}}} |
| 0                 | 0                 | 1                                      |
| 0                 | 1                 | 1                                      |
| 1                 | 0                 | 1                                      |
| 1                 | 1                 | 0                                      |

## Транзисторно-транзисторна логіка з діодами Шотткі (ТТЛШ)
У ТТЛШ використовуються транзистори Шотткі, в яких бар'єр Шотткі не дозволяє транзистору увійти в режим насичення в результаті чого дифузійна ємність мала і затримки перемикання малі, а швидкодія висока.
ТТЛШ-логіка відрізняється від ТТЛ наявністю діодів Шотткі в колах база — колектор, що виключає насичення транзистора, а також наявністю демпферних діодів Шотткі на входах (рідко на виходах) для придушення імпульсних завад, що утворюються через відбиття в довгих лініях зв'язку (довгої вважається лінія, час поширення сигналу в якій більше тривалості його фронту, для найшвидших ТТЛШ мікросхем лінія стає довгою починаючи з довжини в кілька сантиметрів).

## Характеристики та параметри мікросхем пам'яті на основі ТТЛ технології
Характеристики та параметри мікросхем пам'яті на основі ТТЛ технології можуть варіюватися в залежності від конкретної моделі та виробника. Однак, наступні характеристики та параметри є загальними для більшості мікросхем пам'яті на основі ТТЛ:
1. Розмір: зазвичай мікросхеми пам'яті на основі ТТЛ мають малий розмір, що дозволяє їх використовувати в компактних електронних пристроях.
2. Ємність: ємність мікросхеми пам'яті на основі ТТЛ зазвичай залежить від її конкретної моделі та може коливатися від кількох кілобайт до кількох мегабайт.
3. Швидкість: мікросхеми пам'яті на основі ТТЛ можуть мати різні швидкісні характеристики, що визначається головним чином їх технічними характеристиками та застосуванням.
4. Напруга живлення: зазвичай мікросхеми пам'яті на основі ТТЛ живляться напругою від 4,5 В до 5 В.
5. Кількість входів/виходів: кількість входів та виходів мікросхеми пам'яті на основі ТТЛ зазвичай залежить від її конкретної моделі та може варіюватися від кількох десятків до кількох тисяч.

Додатковою характеристикою мікросхем пам'яті на основі ТТЛ технології є споживана потужність. Ця характеристика визначає кількість електроенергії, яку споживає мікросхема пам'яті для своєї роботи. Споживана потужність залежить від рівня напруги живлення, ємності та швидкості мікросхеми, а також від зовнішніх умов, таких як температура.
Крім того, мікросхеми пам'яті на основі ТТЛ технології можуть мати різні інтерфейси, які використовуються для передачі даних між мікросхемою та іншими пристроями. Для прикладу, популярні інтерфейси для мікросхем пам'яті на основі ТТЛ технології включають шину даних (Data Bus), шину адрес (Address Bus) та шину управління (Control Bus).
Крім того, зазвичай мікросхеми пам'яті на основі ТТЛ технології мають можливість збереження даних у випадку відключення живлення. Це забезпечується за допомогою додаткового елемента живлення (Backup Battery), який забезпечує живлення мікросхеми пам'яті в разі відключення основного джерела живлення.
Ще однією важливою характеристикою мікросхем пам'яті на основі ТТЛ технології є їх максимальна розрядність. Це визначає максимальну кількість бітів, яку може зберігати мікросхема пам'яті. Зазвичай максимальна розрядність складає 8, 16 або 32 біти.
Також важливою характеристикою є час доступу до даних, який визначає час, необхідний для того, щоб мікросхема пам'яті знайшла необхідні дані та передала їх користувачу або іншій мікросхемі. Цей час зазвичай вимірюється в наносекундах і може бути різним для різних мікросхем.
Однією з ключових характеристик мікросхем пам'яті на основі ТТЛ технології є їхній обсяг пам'яті. Мікросхеми пам'яті на основі ТТЛ технології можуть мати різний обсяг пам'яті, від кількох кілобайт до кількох мегабайтів. Однак, у порівнянні з сучасними мікросхемами пам'яті на базі інших технологій, обсяг пам'яті у мікросхемах на основі ТТЛ може бути обмеженим.
Нарешті, ще однією важливою характеристикою мікросхем пам'яті на основі ТТЛ технології є їхня ціна. Мікросхеми пам'яті на основі ТТЛ технології можуть бути дещо дорожчими, ніж мікросхеми на базі інших технологій, таких як CMOS (Complementary Metal-Oxide-Semiconductor), оскільки вони потребують більше електроенергії та генерують більше тепла. Проте, у деяких випадках, наприклад, коли вимоги до швидкості дуже високі, мікросхеми пам'яті на основі ТТЛ можуть бути більш ефективними і економічно вигідними, оскільки вони можуть працювати на вищих частотах та забезпечувати більшу швидкість доступу до даних, що дозволяє знизити загальну вартість системи.
Загалом, мікросхеми пам'яті на основі ТТЛ технології залишаються важливим компонентом в електронних системах, де вимоги до швидкості та точності високі. Однак, з появою новіших технологій, таких як CMOS та Flash-пам'ять, мікросхеми на основі ТТЛ поступово витісняються з ринку.
Усе ж таки, мікросхеми пам'яті на основі ТТЛ технології залишаються використовуватись в багатьох пристроях, таких як аудіосистеми, телевізори, пристрої зберігання даних та інші. Деякі виробники продовжують випускати мікросхеми на основі ТТЛ технології з вдосконаленими характеристиками та покращеною продуктивністю, що дозволяє зберігати їхню популярність на ринку.
У підсумку, мікросхеми пам'яті на основі ТТЛ технології мають свої переваги та недоліки. Вони є важливим компонентом в електронних системах та пристроях, де вимоги до швидкості та точності високі, але з появою новіших технологій, їхня популярність поступово знижується.
Незважаючи на це, мікросхеми пам'яті на основі ТТЛ технології залишаються важливим джерелом знань та експериментів в галузі електроніки. Їх можна використовувати для навчання, досліджень та розробки нових пристроїв. Також, вони можуть бути використані як засіб для ремонту та збереження старих електронних пристроїв, які використовують мікросхеми на основі ТТЛ.
Відзначимо, що розвиток електроніки та технологій продовжується, і на сьогоднішній день існує багато різних технологій мікросхем пам'яті. Залежно від конкретного застосування, може бути вигідніше використовувати CMOS, Flash-пам'ять або інші технології. Однак, мікросхеми на основі ТТЛ залишаються важливою складовою в електронній індустрії, особливо в старших електронних пристроях та системах, де вони можуть забезпечити надійну та ефективну роботу.
Також слід зазначити, що виготовлення мікросхем пам'яті на основі ТТЛ технології вимагає складного виробничого процесу, який пов'язаний з високою вартістю. Зазвичай, мікросхеми на основі ТТЛ використовуються в пристроях, які не потребують великої кількості пам'яті, або в тих випадках, коли вартість не є визначальним фактором.
Також, в порівнянні з іншими технологіями, мікросхеми на основі ТТЛ мають відносно низьку щільність інтеграції. Це означає, що на одній мікросхемі можна розмістити обмежену кількість логічних елементів та бітів пам'яті. Це обмеження не є критичним для багатьох застосувань, але відображає обмеження технології.
У будь-якому випадку, мікросхеми пам'яті на основі ТТЛ технології залишаються важливою складовою електронної індустрії, особливо для старших електронних пристроїв та систем, які використовуються в різних сферах діяльності. І хоча їх можна вважати застарілими з точки зору сучасних технологій, вони продовжують зберігати свою важливість та використовуватися у багатьох пристроях.
Однією з головних переваг мікросхем пам'яті на основі ТТЛ технології є їх висока швидкість роботи. Це досягається за рахунок використання простих логічних елементів, таких як AND, OR та NOT гейти. Ці елементи мають низьку затримку поширення сигналу, що дозволяє забезпечувати високу швидкість обробки даних.
Іншою важливою характеристикою мікросхем пам'яті на основі ТТЛ технології є їх висока надійність. Це досягається за рахунок використання простих і надійних логічних елементів, які мають високу стійкість до електричних шоків та інших електричних перешкод.
Окрім цього, мікросхеми пам'яті на основі ТТЛ технології дозволяють забезпечувати високу точність та стабільність роботи, що особливо важливо для деяких застосувань, наприклад, у вимірювальному обладнанні.
Недоліками мікросхем пам'яті на основі ТТЛ технології можна вважати високу енергоспоживання та відносну складність схем. Ці недоліки пов'язані з використанням польових транзисторів на основі біполярних технологій.
Усі ці фактори потрібно враховувати при виборі технології для розробки електронних пристроїв та систем. Однак, не зважаючи на деякі недоліки, мікросхеми пам'яті на основі ТТЛ технології залишаються важливою складовою багатьох електронних пристроїв та систем, особливо для тих, що використовуються у вимірювальному обладнанні та в аудіо та відео техніці. Більш того, в наш час, мікросхеми пам'яті на основі ТТЛ технології вже зазнали ряду поліпшень та оптимізацій, що зробили їх більш ефективними та надійними, і дозволили використовувати їх у більш широкому спектрі застосувань. Однією з головних переваг мікросхем пам'яті на основі ТТЛ технології є їх висока швидкодія. Це стає можливим завдяки тому, що логічні елементи ТТЛ реалізуються за допомогою біполярних транзисторів, які мають дуже швидку реакцію на зміни вхідного сигналу.
Також мікросхеми пам'яті на основі ТТЛ технології мають високу стійкість до перешкод, що дозволяє їм працювати в умовах зі значним рівнем електромагнітних перешкод. Крім того, ці мікросхеми відносно прості в виготовленні та мають невисоку вартість, що робить їх зручними в застосуванні.
Проте, мікросхеми пам'яті на основі ТТЛ технології мають і свої недоліки, такі як велику споживану потужність, що призводить до збільшення температури роботи та зменшення терміну служби. Також, через високу чутливість до електромагнітних перешкод, ці мікросхеми не завжди є надійними в умовах зі значним рівнем шумів.
У цілому, мікросхеми пам'яті на основі ТТЛ технології мають свої переваги та недоліки, і їх використання залежить від конкретної задачі та умов застосування.

## Використання мікросхем пам'яті на основі ТТЛ технології
Мікросхеми пам'яті на основі ТТЛ технології відносно прості у використанні та мають високу надійність. Вони можуть зберігати інформацію, використовуючи дві стабільних стани (1 і 0) у вигляді електричних сигналів. Кожен елемент пам'яті складається з декількох транзисторів та конденсаторів, які використовуються для зберігання бітів інформації.
Оскільки ТТЛ-мікросхеми використовуються для створення логічних схем та пристроїв з пам'яттю, вони можуть бути використані в різних пристроях, таких як лічильники, логічні шлюзи, регістри, буфери пам'яті та інші. Вони також можуть використовуватися в пристроях з високою швидкодією, таких як цифрові комп'ютери та процесори.
Однак, на сьогоднішній день, ТТЛ-мікросхеми мають деякі недоліки, зокрема низьку швидкість роботи та високу вартість порівняно з більш сучасними технологіями, такими як CMOS (Complementary Metal-Oxide-Semiconductor). Тому, ТТЛ-мікросхеми залишаються популярними в окремих вузькоспеціалізованих випадках, але зазвичай замінюються більш сучасними технологіями в більш загальних випадках.
ТТЛ-мікросхеми використовуються для створення логічних схем та пристроїв з пам'яттю, які використовуються в різних галузях, таких як автоматизація, телекомунікації, медична техніка, автомобільна промисловість, та інші. Основною перевагою ТТЛ-мікросхем є їх висока надійність та простота використання.
Кожен елемент пам'яті на основі ТТЛ складається з двох транзисторів та двох конденсаторів, які використовуються для зберігання бітів інформації. Ці елементи пам'яті зберігають 1 або 0, залежно від напруги, яку вони отримують. Для зберігання даних використовуються два схеми: динамічна та статична.
Динамічні схеми пам'яті на основі ТТЛ використовують конденсатори для зберігання даних. Ці конденсатори треба регулярно оновлювати, щоб зберегти інформацію. Цей процес може займати деякий час, що призводить до низької швидкості роботи динамічних схем пам'яті.
Статичні схеми пам'яті на основі ТТЛ використовують більше транзисторів для зберігання даних, але вони не потребують оновлення даних, що забезпечує їх вищу швидкість роботи порівняно з динамічними схемами пам'яті.
Однак, ТТЛ-мікросхеми мають кілька недоліків. По-перше, вони мають досить високу споживану енергію. По-друге, вони мають низьку швидкість роботи порівняно з більш сучасними технологіями, такими як CMOS. По-третє, вони можуть перегрів та виходити з ладу при високих температурах, що може призвести до втрати даних. Також, ТТЛ-мікросхеми мають досить великі габаритні розміри порівняно з більш сучасними технологіями, що ускладнює їх використання в деяких застосуваннях. Незважаючи на ці недоліки, ТТЛ-мікросхеми ще досить поширені та використовуються в багатьох пристроях та системах, особливо в тих, де вимоги до швидкості та розміру не є дуже високими.
Однак, з появою більш сучасних технологій, таких як CMOS, ТТЛ-мікросхеми поступово витісняються з ринку. CMOS-мікросхеми мають більш низьке споживання енергії та вищу швидкість роботи порівняно з ТТЛ-мікросхемами, що робить їх більш популярними в багатьох застосуваннях. Також, більш сучасні технології дозволяють створювати мікросхеми значно менших розмірів, що робить їх більш зручними для використання в компактних пристроях та системах.
Незважаючи на це, ТТЛ-мікросхеми все ще мають свої застосування в деяких областях, де вони можуть бути більш ефективними або дешевшими в порівнянні з більш сучасними технологіями. Наприклад, в деяких старих промислових системах, які були створені десятиліття тому, використовуються ТТЛ-мікросхеми, і їх заміна на більш сучасні технології може виявитися дуже складною та дорогим процесом. Також, ТТЛ-мікросхеми можуть бути використані в навчальних цілях або в проектах електронної DIY, де вони можуть бути більш доступними та простими в використанні, ніж більш сучасні технології.
У загальному, ТТЛ-мікросхеми є важливою складовою електронної індустрії та мають багато застосувань. Вони використовуються в різноманітних пристроях, таких як комп'ютери, телевізори, автомобільні системи, мобільні телефони та інші. Також, вони можуть використовуватися для реалізації логічних функцій та для створення простих мікроконтролерів.
За останні кілька десятиліть електронна індустрія досить швидко розвивалася, і більш сучасні технології, такі як CMOS, дозволяють створювати більш ефективні та потужні мікросхеми. Також, постійно збільшуються вимоги до швидкості та точності роботи електронних пристроїв, що ставить вимоги до нових технологій та розробок.
У цілому, ТТЛ-мікросхеми є важливою складовою історії електронної технології та використовуються до цього дня в багатьох застосуваннях. Однак, з появою більш сучасних технологій, вони стають менш популярними та поступово витісняються з ринку.
ТТЛ-мікросхеми все ще використовуються в багатьох пристроях, де важливо забезпечити високу стійкість до шумів та електромагнітних перешкод. Також, вони можуть бути більш відповідним варіантом для деяких застосувань, де потрібно досягти високої швидкості роботи.
Наприклад, ТТЛ-мікросхеми можуть використовуватися в системах зв'язку, таких як модеми та маршрутизатори, де потрібно обробляти великий обсяг даних з високою швидкістю та точністю. Вони також можуть бути використані в системах керування, таких як автомобільні електронні системи, де важливо забезпечити швидке та точне реагування на зміни в оточенні.
ТТЛ-мікросхеми також мають велике значення для навчання та досліджень у галузі електроніки. Вони дозволяють студентам та дослідникам легко розуміти та вивчати принципи роботи логічних елементів та створювати прості електронні пристрої.
У цілому, хоча ТТЛ-мікросхеми поступово витісняються з ринку більш сучасними технологіями, вони все ще мають важливе значення для багатьох застосувань та залишаються важливим елементом електронної індустрії.
Мікросхеми пам'яті на основі ТТЛ технології були одними з перших типів мікросхем пам'яті, які були виготовлені в масштабному виробництві. ТТЛ є скороченням від транзисторної технології з логікою, що використовує транзистори та резистори для створення логічних елементів.
Однією з найпоширеніших форм ТТЛ мікросхем пам'яті є мікросхеми на 6 транзисторах (6T). Ці мікросхеми використовують 6 транзисторів для зберігання одного біту інформації. Кожен біт зберігається в капацитивному елементі, який заряджається або розряджається для представлення значення біту.
ТТЛ мікросхеми пам'яті використовуються в широкому спектрі пристроїв, таких як мікроконтролери, комп'ютери та інші електронні пристрої. Вони застосовуються для зберігання програм та даних, які використовуються пристроєм, та для зберігання налаштувань пристрою.
Однак, оскільки ТТЛ мікросхеми пам'яті мають деякі обмеження, вони були замінені більш продуктивними технологіями, такими як DRAM, SRAM та NAND-пам'ять. DRAM та SRAM мають більшу ємність та швидкість, ніж ТТЛ мікросхеми пам'яті, тоді як NAND-пам'ять має більшу ємність, але меншу швидкість.
Узагалі, використання ТТЛ мікросхем пам'яті на сьогоднішній день обмежується застосуванням в застарілих електронних пристроях та економічно обмежених застосуваннях. Однак, вони все ще можуть бути корисними для простих електронних пристроїв, які не потребують великої кількості пам'яті або високої швидкості доступу до неї.
Однією з переваг ТТЛ мікросхем пам'яті є їх надійність. Вони мають просту конструкцію та не містять складних електронних компонентів, що знижує ризик виникнення несправностей. Крім того, вони споживають менше електроенергії порівняно з іншими типами мікросхем пам'яті.
Недоліками ТТЛ мікросхем пам'яті є обмежена ємність та повільна швидкість доступу до пам'яті. ТТЛ мікросхеми пам'яті також вимагають більше енергії для збереження даних, ніж сучасні альтернативи.
Усі ці фактори призводять до того, що ТТЛ мікросхеми пам'яті зазвичай використовуються в застарілих електронних пристроях, де не вимагається великої ємності пам'яті та високої швидкості доступу до неї.
У будь-якому випадку, як і в будь-якій області електроніки, розвиток технологій призводить до того, що старі технології замінюються новими та більш продуктивними. Однак, ТТЛ мікросхеми пам'яті залишаються важливим елементом в історії розвитку електронної технології і мають своє місце в історії комп'ютерів та електронних пристроїв.
ТТЛ мікросхеми пам'яті можуть бути використані для зберігання різних типів даних, включаючи текст, зображення та аудіофайли. Вони можуть також бути використані для зберігання кодів програм, що виконуються на комп'ютері.

## Опис застосування мікросхем пам'яті на основі ТТЛ технології
Мікросхеми пам'яті на основі ТТЛ технології використовуються для зберігання та передачі цифрової інформації в електронних пристроях. Основними типами мікросхем пам'яті на основі ТТЛ технології є реєстри зсуву, лічильники, буфери та керуючі логічні пристрої.
Реєстри зсуву використовуються для зберігання даних та їх пересування в різних напрямках. Вони можуть бути використані для зберігання наявності даних на вхідному порту, для зберігання даних, що були переведені через канали передачі даних, або для зберігання даних, які ще не були оброблені в обчислювальній системі.
Лічильники використовуються для зберігання інформації про кількість подій, які відбулися в електронній системі, або для підрахунку часу від деякої події. Ці мікросхеми можуть бути використані для підрахунку кількості вхідних сигналів, реєстрації часу, що пройшов з моменту певної події, або для створення різних таймерів.
Буфери використовуються для зберігання даних перед їх передачею на іншу мікросхему або пристрій. Вони можуть бути використані для зберігання даних перед їх відправкою через канали передачі даних або для зберігання даних перед обробкою в обчислювальній системі.
Керуючі логічні пристрої використовуються для управління електронними пристроями, наприклад, для виконання деяких функцій при виникненні певних подій або для перевірки стану системи. Вони можуть бути використані для реалізації автоматичного управління в електронних пристроях, таких як системи освітлення, підігріву, охолодження та інші.
Усі ці мікросхеми пам'яті на основі ТТЛ технології забезпечують надійне зберігання даних і можуть працювати з великою швидкістю. Вони можуть бути використані в багатьох різних електронних пристроях, таких як комп'ютери, телефони, автомобілі, системи контролю та управління, інформаційні табло та інші.
Крім того, мікросхеми пам'яті на основі ТТЛ технології мають низьку споживану потужність, що робить їх економічним варіантом для зберігання даних в мобільних пристроях та інших пристроях з обмеженим енергоспоживанням.
Одним з основних недоліків мікросхем пам'яті на основі ТТЛ технології є їх обмежена ємність. Тому при проектуванні електронних пристроїв і систем, що потребують більшої ємності пам'яті, можуть використовуватися інші технології, такі як CMOS технологія.
Загалом, мікросхеми пам'яті на основі ТТЛ технології є важливою складовою електронної індустрії і забезпечують надійне зберігання та передачу цифрової інформації в багатьох різних застосуваннях.

## Виготовлення прототипу мікросхеми пам'яті на основі ТТЛ технології
Виготовлення прототипу мікросхеми пам'яті на основі ТТЛ технології може бути складним та часомірним процесом. Нижче наведено загальний план виготовлення прототипу мікросхеми пам'яті на основі ТТЛ технології:
1. Розроблення схеми пам'яті: перш за все, необхідно розробити схему пам'яті, яка буде забезпечувати зберігання та передачу інформації. Схему можна розробити за допомогою спеціального програмного забезпечення для схемотехніки.
2. Розроблення масок: після розробки схеми пам'яті необхідно розробити маски, які будуть використовуватися для нанесення різних шарів на підложку. Маски можна розробити за допомогою програмного забезпечення для маскотехніки.
3. Виготовлення підложки: на цій стадії проводять виготовлення підложки для мікросхеми, що зазвичай виготовляється з кремнію.
4. Нанесення шарів: на підложку наносяться шари провідників, ізоляційних матеріалів, елементів пам'яті і транзисторів. Шари можуть бути нанесені за допомогою різних технологій, таких як освітлювальна літографія.
5. Виготовлення контактів: на цій стадії проводиться виготовлення контактів для з'єднання елементів пам'яті та транзисторів.
6. Тестування: після виготовлення мікросхеми проводиться тестування для перевірки її працездатності.
7. Виправлення помилок: якщо в результаті тестування виявлені помилки, необхідно внести зміни в маски та виготовити нову мікросхему.
8. Збірка: на останній стадії проводиться збірка мікросхем . На останній стадії проводиться збірка мікросхеми, включаючи з'єднання з відповідними контактами та випробування в різних режимах роботи. Загалом, виготовлення прототипу мікросхеми пам'яті на основі ТТЛ технології може зайняти від кількох тижнів до кількох місяців залежно від розміру та складності мікросхеми, а також від доступності необхідного обладнання та технологій. Найбільш сучасні технології виготовлення мікросхем на основі ТТЛ технології можуть використовувати нанометрові розміри елементів, що забезпечує високу щільність та швидкодію мікросхем. Загальний процес виготовлення мікросхем на основі ТТЛ технології можна розділити на декілька основних етапів:
  1. Проектування — цей етап включає в себе проектування схеми мікросхеми, визначення розмірів та локалізації елементів, а також визначення характеристик елементів, що використовуються в мікросхемі.
  2. Виготовлення підложки — на цьому етапі створюється основа мікросхеми, яка виконує роль носія для всіх елементів. Підложка зазвичай виготовляється з кристалічного кремнію, але також можуть використовуватися інші матеріали, наприклад, галій-арсенід.
  3. Нанесення масок — на підложку наносяться спеціальні маски, що визначають місця для нанесення різних шарів провідників та ізоляторів. Використання масок дозволяє вирішити проблему точності розміщення елементів на підложці.
  4. Нанесення шарів провідників та ізоляторів — на підложку наносяться шари провідників та ізоляторів. Провідники використовуються для створення з'єднань між елементами, а ізолятори — для розділення провідників від інших елементів. Шари провідників та ізоляторів можуть бути виготовлені за допомогою різних технологій, наприклад, за допомогою процесів напилення або вакуумного напилення.
  5. Фотолітографія — цей етап включає в себе нанесення фоточутливого шару на підложку та використання спеціальних масок для вирізання різних шарів провідників та ізоляторів.
  6. Нанесення елементів — на підложку наносяться елементи, такі як транзистори, конденсатори, резистори та інші, які використовуються в мікросхемі. Елементи можуть бути виготовлені з різних матеріалів, наприклад, полісилікатного скла, оксиду алюмінію, оксиду кремнію та інших.
  7. Проведення тестування — після завершення виготовлення мікросхеми проводяться різні тести для перевірки її роботоздатності та якості. Тести можуть включати в себе вимірювання електричних параметрів, перевірку на відсутність дефектів та інші.
  8. Упаковка — на цьому етапі мікросхема упаковується в спеціальну оболонку, яка забезпечує захист від механічних пошкоджень та впливу навколишнього середовища. Оболонка може бути виготовлена з пластику, кераміки, металу та інших матеріалів. Це загальний процес виготовлення мікросхем на основі ТТЛ технології, але кожен виробник може мати свої власні технології та процеси виготовлення. Важливо враховувати, що виготовлення мікросхем є складним технологічним процесом, який вимагає високої точності та чутливості до деталей, тому ціна на мікросхеми може бути досить високою. У процесі виготовлення мікросхем на основі ТТЛ технології, крім того, можуть використовуватися різні методи виготовлення, такі як травлення, нанесення шарів, фотолітографія та інші. Наприклад, метод фотолітографії дозволяє виготовляти дуже точні деталі та шари на мікросхемі шляхом використання світлочутливої смоли та відбиття світла. Крім того, в процесі виготовлення мікросхем на основі ТТЛ технології можуть використовуватися різні методи підвищення продуктивності та ефективності виробництва, такі як використання роботів, автоматизованих ліній виробництва, вакуумних камер та інших.

В цілому, виготовлення мікросхем на основі ТТЛ технології є досить складним процесом, який вимагає високої технічної компетентності та професійності виробників. Проте, завдяки цьому технологічному процесу, мікросхеми на основі ТТЛ технології можуть забезпечувати швидкість та точність роботи, яка є важливою для багатьох застосувань, наприклад, в електроніці, комп'ютерах, автомобілях, телекомунікаціях та інших галузях.

## Технологічні процеси та матеріали, що використовуються для мікросхем пам'яті на основі ТТЛ
Мікросхеми пам'яті на основі ТТЛ технології виготовляються за допомогою технологічних процесів, що включають у себе різні етапи виготовлення, такі як фотолітографію, напилення тонких плівок, дифузію, іонну імплантацію та інші.
Основним матеріалом, що використовується для виготовлення мікросхем на основі ТТЛ технології, є кремній. Кремнієві пластины зазвичай вирізаються зі вторинних ресурсів, таких як підібрані з кристалізованих відходів виробництва або повторно використовані застарілі пластины.
Для формування мікросхеми на кремнієвій пластині застосовуються різні матеріали, такі як метали, напівпровідники та ізолятори. Наприклад, метали, такі як алюміній або титан, використовуються як провідники для створення контактів та міжзв'язків між різними елементами мікросхеми. Напівпровідники, такі як доповані кремнієм області, використовуються для створення транзисторів та інших елементів мікросхеми.
Щоб захистити мікросхему від зовнішніх факторів, таких як вологість та корозія, використовуються ізоляційні матеріали, наприклад, оксид кремнію або нітрид кремнію.
Також для виготовлення мікросхем на основі ТТЛ технології використовуються спеціальні хімічні розчини, які застосовуються під час фотолітографії та в інших етапах технологічного процесу.
Отже, для виготовлення мікросхем на основі ТТЛ технології використовуються також і різні матеріали, які забезпечують необхідні фізичні та електричні властивості. Наприклад, для створення транзисторів використовують дотуючі матеріали, такі як бор, галій або індій, що дозволяє змінювати провідність матеріалу. Для створення контактів між компонентами використовуються метали, наприклад, золото, алюміній та титан. Для створення ізоляційного шару, що розділяє провідні елементи, використовують оксид кремнію або нітрид кремнію. Окрім того, для виготовлення мікросхем пам'яті на основі ТТЛ технології використовуються різні технологічні процеси, які дозволяють створювати елементи на дуже малих розмірах. Один з таких процесів — фотолітографія, яка полягає в тому, що на поверхню чистої кремнієвої пластини наноситься фоточутливий шар, а потім на нього під дією світла наноситься маска, що визначає контури елементів. Далі пластина піддається обробці, яка включає етапи етчінгу (видалення надлишкового матеріалу) та дотування (додавання необхідного дотуючого матеріалу). Також використовуються процеси відкладання металу, наприклад, вакуумного напилення або хімічного осадження.
Отже, для виготовлення мікросхем пам'яті на основі ТТЛ технології використовуються різні матеріали та технологічні процеси, які дозволяють створювати складні елементи на дуже малих розмірах. Всі ці елементи потім збираються в мікросхему, яка може зберігати та обробляти інформацію з високою швидкістю та точністю.